# 12002 Suess
12002 Suess è un asteroide della fascia principale. Scoperto nel 1996, presenta un'orbita caratterizzata da un semiasse maggiore pari a 3,0149148 UA e da un'eccentricità di 0,1142542, inclinata di 9,42639° rispetto all'eclittica.